# Брати Ялові
Брати Ялові́ — цирковий дует українських радянських акробатів і педагогів Василя і Олександра.
З 1930 року виступали у цирку як професійні виконувачі у номері «Римські гладіатори». Номер складався зі складних трюків силової акробатики. Згодом до номера була включена гра на музичних інструментах. Останні роки працювали на естраді. З 1962 року — обидва викладачі-режисери Київської студії естрадно-циркового мистецтва. Виступали за межами Радянського Союзу. Заслужені артисти УРСР з 1972 року.
Їхній старший брат Степан (1914—1978) протягом 1931—1935 років був партнером, а з 1935 року — адміністратором, згодом заступником директора, директором-розпорядником Київського цирку.

## Вшанування
У Києві присуджують щорічну Мистецьку премію «Київ», у якій з 2018 року є номінація у галузі циркового мистецтва імені братів Ялових.